# 1,1,2-Trifluorethan
1,1,2-Trifluorethan ist eine chemische Verbindung aus der Gruppe der Fluorkohlenwasserstoffe.

## Gewinnung und Darstellung
1,1,2-Trifluorethan kann durch Hydrierung von 1,2-Dichlordifluorethylen oder Chlortrifluorethylen in Gegenwart eines Hydrierkatalysators gewonnen werden.
Ebenfalls möglich ist die Synthese durch Hydrierung von 1,1,2-Trichlor-1,2,2-trifluorethan.
{\displaystyle {\ce {CF2Cl-CFCl2 + 3 H2 -> CF2H-CFH2 + 3 HCl}}}

## Eigenschaften
1,1,2-Trifluorethan ist ein farbloses Gas.

## Externe Links zu erwähnten Verbindungen
1. ↑  Externe Identifikatoren von bzw. Datenbank-Links zu 1,2-Dichlordifluorethylen:  CAS-Nr.: 598-88-9, PubChem: 11736, ChemSpider: 11243, Wikidata: Q82001588.